# Oliver Seraphin
Oliver James („O.J.“) Seraphin (* 2. August 1943 in Roseau) ist ein dominicanischer Geschäftsmann und Politiker. Er war vom Juni 1979 bis zum Juli 1980 Premierminister seines Landes.

## Leben
Oliver Seraphin wuchs als Sohn eines Kaufmanns in der dominicanischen Hauptstadt Roseau auf. Nach dem Abschluss der Dominica Grammar School seiner Heimatstadt studierte er einige Semester Wirtschaft in Kuba und den USA. In seine Heimat zurückgekehrt, begann er nach kurzer Tätigkeit als Versicherungsagent mit dem äußerst erfolgreichen Aufbau einer eigenen Airline, der Dominica Airways, zu der bald drei DC-6-Frachtmaschinen gehörten.

### Anfänge der politische Laufbahn
Oliver Seraphins politische Laufbahn begann – mit der Aussicht auf die Unabhängigkeit Dominicas, die 1978 erfolgen sollte, – 1975 im Kabinett von Patrick John als Minister für Kommunikation und Wohnungsbau. Ein Jahr später wurde er Wirtschaftsminister. Von den Machenschaften der John-Regierung, geprägt durch persönliche Vorteilsnahme und Korruption, distanzierte sich Seraphin und erklärte am 2. Juni 1979 seinen Rücktritt von allen Regierungsämtern. Diese Haltung verschaffte ihm das Vertrauen des Committee for National Salvation (CNS), das im Juni 1979 die Regierung John stürzte. Am 21. Juni 1979 wurde Seraphin vom Richter Winszey Bruno als Premierminister vereidigt.

### Premierminister
Seraphins Amtszeit begann buchstäblich stürmisch: Der Hurrikan „David“ verwüstete am 29. August 1979 weite Teile des Inselstaates, insbesondere den Süden. Die Beseitigung der Schäden und der Wiederaufbau kostete die Bürger und die Regierung viel Kraft. Seraphin nutzte das Unglück, indem er im Rahmen von Hilfeersuchen bei anderen Ländern langfristige bilaterale Beziehungen aufbaute. Seine „Aid-for-Dominica“-Reisen führten ihn unter anderem nach Kanada, Frankreich, Venezuela, Barbados, in die USA und andere Länder. Was Seraphin in seinem Eifer jedoch unterschätzte, war die Tatsache, dass seine außenpolitischen Aktivitäten durchaus Missdeutungen zulassen konnten und dass seine häufige Abwesenheit Raum ließ für politische Intrigen. Die US-Hilfe nach dem Wirbelsturm und Seraphins Kontakte zur jungen US-Botschafterin Sally Shelton (* 1944) weckten bei manchen seiner früheren Mitstreiter den Verdacht, Seraphin sei unter den Einfluss der USA geraten.
In seine Amtszeit fiel der Sturz des persischen Schahs Mohammad Reza Pahlavi durch die Anhänger von Ayatollah Chomeini. Seraphin handelte – unter Mitwirkung der CIA – eine Vereinbarung aus, die vorsah, der Schah-Familie gegen die Zahlung an den dominicanischen Staat von 10.000 US-Dollar pro Pass sowie Investitionen in die Infrastruktur des Landes die Einreise und die Staatsbürgerschaft zu gewähren. Hintergrund der Abmachung war der Umstand, dass dominicanische Staatsbürger zugleich Bürger des Commonwealth of Nations sind. Damit hätte dem Schah der Zugang zu allen westlichen Staaten offengestanden, ohne dass diese sich politisch gegenüber der neuen iranischen Regierung kompromittieren würden.
Über diesen hinter verschlossenen Türen abgeschlossenen Handel unterrichteten Mitarbeiter von Seraphins Dominica Labour Party unter anderem die Oppositionsführerin und Vorsitzende der Dominica Freedom Party, Eugenia Charles. Eugenia Charles lancierte am 18. Mai 1980, zwei Monate vor der Parlamentswahl in Dominica, eine Nachricht an die Washington Post, der zufolge Seraphin einen hohen Geldbetrag als „Honorar“ für seine Hilfestellung für die Schah-Familie in die eigene Tasche gesteckt habe. Das Blatt druckte die Meldung ebenso ungeprüft, wie andere Zeitungen sie nachdruckten. Eugenia Charles und ihre Dominica Freedom Party gewannen die Wahl am 20. Juli 1980 mit 51 % der Stimmen, Seraphin und seine Dominica Labour Party kamen auf lediglich 19 %.

### Geschäftsmann
Enttäuscht und verbittert zog sich Seraphin daraufhin aus der Politik zurück und widmete sich fortan dem Aufbau eines Resorts – „Floral Gardens“ – im Landesinneren am Rande des Indianerreservats.

## Familie
Der bekennende und praktizierende Christ Oliver Seraphin ist verheiratet und hat mit seiner Frau Lily sechs Kinder.